# Ashtabula
Ashtabula Peckham & Peckham, 1894 è un genere di ragni appartenente alla famiglia Salticidae.

## Distribuzione
Le 9 specie note di questo genere sono diffuse in America centrale e meridionale; in particolare ben tre specie sono endemiche del solo Venezuela..

## Tassonomia
A maggio 2010, si compone di nove specie:
- Ashtabula bicristata (Simon, 1901) — Venezuela
- Ashtabula cuprea Mello-Leitão, 1946 — Uruguay
- Ashtabula dentata F. O. P.-Cambridge, 1901 — dal Guatemala a Panama
- Ashtabula dentichelis Simon, 1901 — Venezuela
- Ashtabula furcillata Crane, 1949 — Venezuela
- Ashtabula glauca Simon, 1901 — Messico
- Ashtabula montana Chickering, 1946 — Panama
- Ashtabula sexguttata Simon, 1901 — Brasile
- Ashtabula zonura Peckham & Peckham, 1894[2] — Colombia